# Akosua Busia
Pour les articles homonymes, voir Busia (homonymie).
Akosua Busia, née le 30 décembre 1966, est une actrice, chanteuse, scénariste, réalisatrice et femme de lettres ghanéenne.

## Biographie
Elle  est la fille de Kofi Abrefa Busia, ancien premier ministre du Ghana, et prince de la famille royale de Wenchi. Akosua est donc princesse de la famille royale de Wenchi et la sœur d'une autre femme de lettres, Abena Busia, née en 1953. Elle fait une partie de ses études à l'université d'Oxford, en Grande-Bretagne.
Comme actrice, elle multiplie les rôles au cinéma et à la télévision. Elle joue notamment dans le film de Steven Spielberg La Couleur pourpre. 
Elle s'est mariée avec le réalisateur américain John Singleton. Ils ont divorcé l'année suivante.
En plus de ces rôles comme actrice, elle est également l'auteur de The Seasons of Beento Blackbird: A Novel en 1997 (Washington Square Press),.

## Filmographie

### Cinéma
- 1979 : Ashanti de Richard Fleischer : la fille Senoufo
- 1983 : The Final Terror : Vanessa
- 1985 : La Couleur pourpre de Steven Spielberg : Nettie Harris
- 1986 : Crossroads de Walter Hill : la femme à la pension
- 1986 : Low Blow : Karma
- 1986 : Native Son de Jerrold Freedman : Bessie
- 1988 : Saxo d'Ariel Zeitoun : Puppet
- 1988 : La Septième Prophétie (The Seventh Sign) de Carl Schultz : Penny Washburn
- 1991 : New Jack City de Mario Van Peebles  : une spectatrice au tribunal
- 1997 : Rosewood de John Singleton : Jewel
- 1997 : Ill Gotten Gain : Fey
- 1997 : Mad City de Costa-Gavras : Diane
- 2003 : Les Larmes du Soleil d'Antoine Fuqua : Patience
- 2007 : Ascension Day : Cherry (également réalisatrice)

#### Télévision
- 1981 : Warp Speed
- 1983 : K 2000 : une infirmière (1 épisode)
- 1983 : L'Homme qui tombe à pic : Mme Stewart (1 épisode)
- 1984 : Louisiane : Ivy
- 1985 : Simon et Simon : une fille (1 épisode)
- 1985 : A.D. : Anno Domini : Claudia Acte (5 épisodes)
- 1985 : Late Starter : Nicki (8 épisodes)
- 1985 : La Griffe de l'assassin : Ruth
- 1986 : CBS Schoolbreak Special : Brenda (1 épisode)
- 1986 : Hôpital St Elsewhere : Debra Etting (1 épisode)
- 1986 : La Cinquième Dimension : Jennifer Templeton (1 épisode)
- 1986 : The George McKenna Story : Cynthia Byers
- 1987 : Les Routes du paradis : Vanessa Livingston (1 épisode)
- 1987 : A Special Friendship : Mary Bowser
- 1991 : Brother Future : Caroline
- 1993 : Key West (1 épisode)
- 1996 : Lonesome Dove : Les Jeunes Années (Dead Man's Walk) : Emeralda (1 épisode)
- 1999 : Urgences : Kobe Ikabo (4 épisodes)